# Pont de Chandoline
Der Pont de Chandoline, auch Pont sur le Rhòne à Chandoline oder Chandoline-Brücke, ist eine Schrägseilbrücke, welche bei Sitten im Kanton Wallis die Autobahn A9 über die Rhone führt. Bei ihrer Eröffnung 1991 war sie die erste Schrägseilbrücke im Kanton und gleichzeitig auch die längste Schrägseilbrücke im Autobahnnetz der Schweiz.

## Bauwerk
Die Autobahnbrücke überquert die Rhone in einem spitzen Winkel und liegt in einem Bogen mit grossem Radius. Der Brückenträger aus Spannbeton ist 284 Meter lang und wird von zwei 36 m hohen Pylonen getragen, die in der Mitte der Fahrbahnplatte angeordnet sind. Es wurde eine Lösung mit zwei Pylonen gewählt, um die Bauhöhe möglichst gering zu halten, damit der Anflug auf dem Flughafen Sitten nicht behindert wird. Die Fahrbahnplatte wird von 58 Kabeln getragen, die in harfenform angeordnet sind. Weil die Brücke in einem Bogen liegt, sind die Pylonen mit je zwei Seilen, die  an das Ende des Brückenträgers führen, auch seitlich abgespannt.
Der Pont de Chandoline ist die letzte neu gebaute Autobahnbrücke in der Schweiz, bei der die Fahrspuren beider Richtungen auf einem gemeinsamen Brückenträger angeordnet sind –  pro Richtung zwei Fahrspuren und ein Pannenstreifen. Die Richtlinien des Bundesamtes für Strassenwesen verlangten danach bei neuen Bauwerken pro Fahrrichtung getrennte Brückenträgern, damit die Autobahn bei Wartungsarbeiten an den Brückenträgern nicht unterbrochen werden muss, sondern der Verkehr beider Richtungen zeitweilig über einen Brückenträger geleitet werden kann.